# 汉京中心
汉京中心（英文：Hanking Center）是一栋位于中华人民共和国广东省深圳市南山区的已建超高层摩天大楼。

## 建筑结构
截至2019年，漢京中心是全球最高的應用分離式核心筒的建築。

## 历史
该项工程于2013年动工，于2018年完工。楼高 350（1,148.3英尺）。
2021年3月深圳國際和深圳高速公路以15.58億元人民幣向羅蘭斯寶公司購買漢京金融中心35-48層之一手物業，合計建築面積約為23796.16平方米，許可用途為商業性辦公，土地使用權期限自2013年11月22日起至2053年11月21日止。